# Герб Шри-Ланки
Герб Шри-Ланки представляет золотого идущего с поднятой правой передней лапой льва (сингальский лев), держащего меч в своей правой передней лапе (тот же самый лев на флаге Шри-Ланки) в центре, и был принят в его настоящем виде в 1952 году.
Прежде, чем получить независимость, Шри-Ланка (известная тогда как Остров Цейлон) использовала герб Великобритании как национальную эмблему. Когда в 1948 Шри-Ланка получила независимость от британцев, возникла потребность в национальном гербе. Был созван особый комитет. Согласно его рекомендации, в 1952 был принят новый национальный герб, вдохновлённый эмблемой государства Канди.
Когда в 1972 году Шри-Ланка стала республикой, корона, венчавшая старый герб, была удалена и заменена Колесом Дхармы, при этом, однако, было решено отказаться от элементов социалистической геральдики (такие как початки кукурузы и зубчатое колесо (шестерёнка)). Два круга символизируют день и ночь (близость Шри-Ланки к экватору), а посередине буддийская чаша, как символ сопричастности территории острова к его учению.

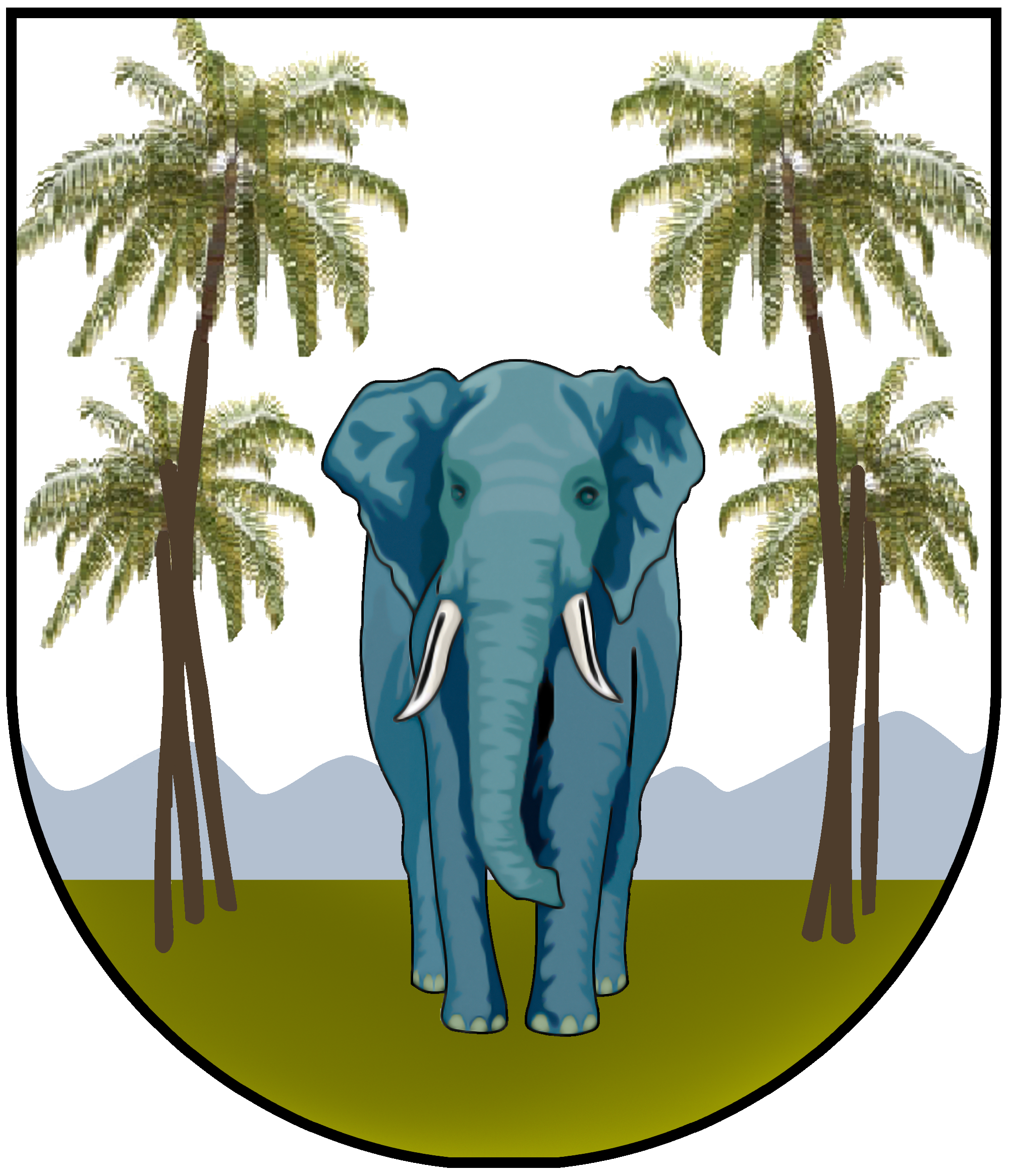
Герб времён Португальского правления 1505—1658
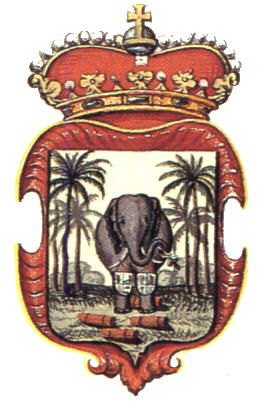
Герб времён Голландского правления 1602—1796
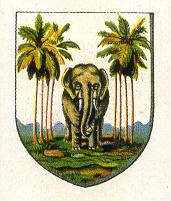
Герб времён Британского правления, ранняя версия
Герб времён Британского правления, поздняя версия
Герб Цейлона (1952—1972)